# Fort Hamza
Le Borj Hamza, ou Borj Bouira, littéralement le fort Hamza, est un fort et monument historique situé dans la ville de Bouira a la cité Draa El Bordj. Sa construction remonte au XVIe siècle par la régence d'Alger pour laquelle il occupe une position stratégique, à quelques jours de marche d'Alger, des Portes de Fer, de Médéa et de la vallée du fleuve Isser. Il fut le siège d'une petite garnison de la Régence et d'un caïd. Lors de l’arrivée des Français, il a servi de bureau des indigènes, géré par le caïd Bouzid en 1847, avant de devenir une caserne de l'armée coloniale en 1848, puis un dispensaire en 1910.
Le fort est dans un mauvais état et classé le 12 septembre 2006, monument historique par l’État algérien qui prévoit sa restauration. En 2013 il est inauguré en tant que musée,.